# Веллерсбург (Пенсільванія)
Веллерсбург (англ. Wellersburg) — місто (англ. borough) в США, в окрузі Сомерсет штату Пенсільванія. Населення — 214 особи (2020).

## Географія
Веллерсбург розташований за координатами 39°43′50″ пн. ш. 78°50′53″ зх. д. / 39.73056° пн. ш. 78.84806° зх. д. (39.730612, -78.847983).  За даними Бюро перепису населення США в 2010 році місто мало площу 2,10 км², уся площа — суходіл.

## Демографія
Згідно з переписом 2010 року, у селищі мешкала 181 особа в 81 домогосподарстві у складі 54 родин. Густота населення становила 86 осіб/км².  Було 95 помешкань (45/км²).
Расовий склад населення:
| - 98,3 % — білих - 0,6 % — чорних або афроамериканців - 0,6 % — азіатів |

До двох чи більше рас належало 0,0 %. Частка іспаномовних становила 0,6 % від усіх жителів.
За віковим діапазоном населення розподілялося таким чином: 17,1 % — особи молодші 18 років, 59,7 % — особи у віці 18—64 років, 23,2 % — особи у віці 65 років та старші. Медіана віку мешканця становила 47,9 року. На 100 осіб жіночої статі у селищі припадало 94,6 чоловіків;  на 100 жінок у віці від 18 років та старших — 94,8 чоловіків також старших 18 років.
Середній дохід на одне домашнє господарство  становив 43 179 доларів США (медіана — 38 750), а середній дохід на одну сім'ю — 52 014 долари (медіана — 41 875). Медіана доходів становила 40 833 долари для чоловіків та 26 250 доларів для жінок. За межею бідності перебувало 4,7 % осіб, у тому числі 4,5 % дітей у віці до 18 років та 11,4 % осіб у віці 65 років та старших.
Цивільне працевлаштоване населення становило 101 особа. Основні галузі зайнятості: освіта, охорона здоров'я та соціальна допомога — 26,7 %, будівництво — 16,8 %, науковці, спеціалісти, менеджери — 14,9 %.